# Baumit
Baumit ist eine Baustoffmarke, die als gemeinsame Dachmarke der österreichischen Baustoffhersteller Wopfinger Baustoffindustrie und Wietersdorfer 1988 gegründet wurde. Im Jahr 2017 wurde die Wietersdorfer Baustoffsparte von der Wopfinger Baustoffindustrie übernommen.
Die Produktpalette umfasst Produkte im Bereich Fassaden, Putze, Estriche, Produkte für den Innenraum und zur Garten- und Flächengestaltung.

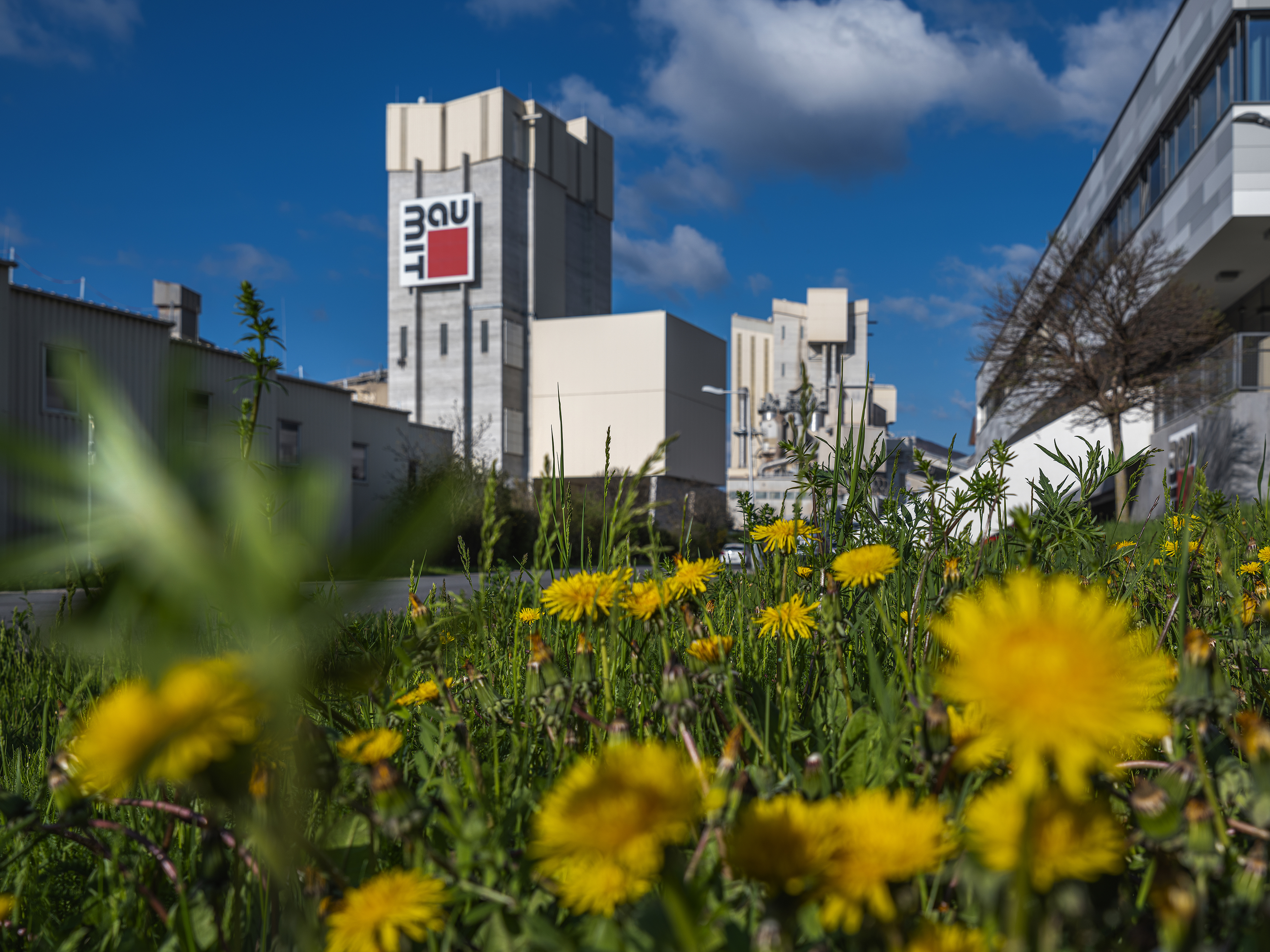
Baumit Zentrale im niederösterreichischen Wopfing

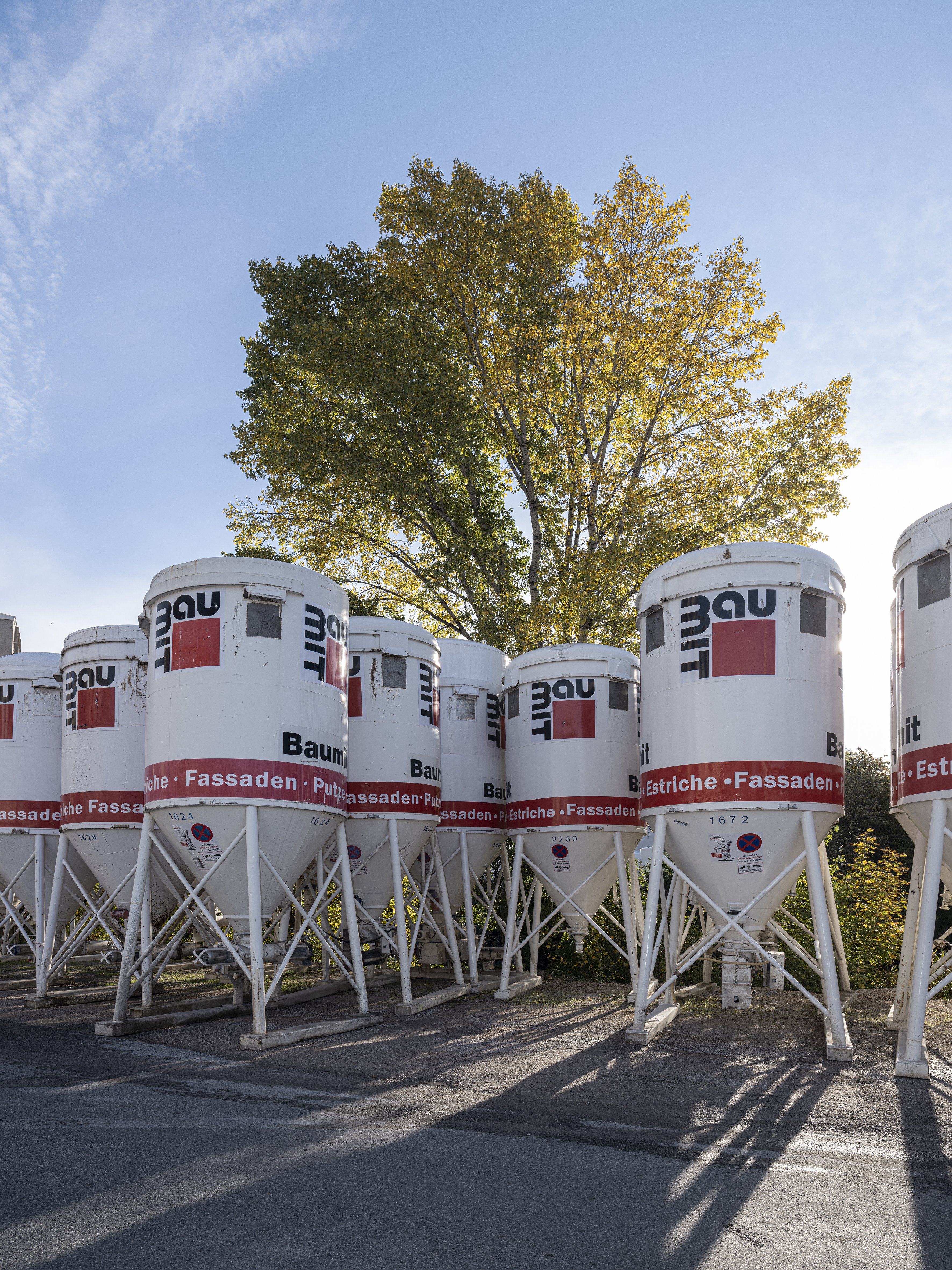
Baumit Silo

Die in österreichischem Familienbesitz befindliche Baumit Gruppe hat ihren Stammsitz im niederösterreichischen Wopfing und ist mit ihrem Sortiment in mehr als 24 Ländern vertreten. Österreichweit beschäftigt die Baumit GmbH an 7 Standorten rund 700 Mitarbeiter.
Baumit Österreich erwirtschaftete im Jahr 2022 einen Umsatz von 332 Millionen Euro.
Die Baumit-Gruppe (bestehend aus 25 Ländern und 4900 Mitarbeitern) erwirtschaftete im Jahr 2022 rund 1,76 Milliarden Euro.
Baumit gehört zur Schmid Industrie Holding, die mit über 100 Unternehmen und 130 Produktionsstätten in 27 Ländern vertreten ist und insgesamt rund 6200 Mitarbeiter beschäftigt.

## Sonstiges
- Das Unternehmen ist Mitglied der ARGE Qualitätsgruppe Wärmedämmsysteme.[5]